# Bernard Ier de Toulouse-Lautrec
Bernard Ier de Toulouse-Lautrec (1583 - 1656) est vicomte de Lautrec et baron de Montfa, de 1614 à sa mort. Il est aussi seigneur d'Algans, d'Agriffoul et de Labruguière, ainsi que militaire, capitaine dans l'infanterie.

## Biographie
Bernard Ier est le fils unique du vicomte Pierre VII de Toulouse-Lautrec (1551 - 1614) et d'Anne de Nadal. Membre de la famille de Toulouse-Lautrec, il est l'ancêtre du peintre Henri de Toulouse-Lautrec. Son père ne possédait qu'une part de la vicomté de Lautrec, partagée entre de multiples seigneurs. À la mort de celui-ci en 1614, Pierre hérite de la part de son père.
Il réside principalement à Veynes, loin de son Languedoc originel, et est maintenue dans sa noblesse par l'intendant du Dauphiné, Alexandre de Sève, le 1er mars 1641,.
Tout comme son père avant lui, il n'est pas cité lors des guerres de Religion, qui pourtant agitent la région, et après avoir rédigé son testament le 5 septembre 1656, il meurt cette même année, transmettant son titre de vicomte à son fils, Alexandre de Toulouse-Lautrec (1583 - 1656).

## Mariage
De son mariage le 17 janvier 1632 avec Marguerite de Vitrolles, fille du coseigneur de Vénès sont issus :
- Alexandre de Toulouse-Lautrec, son héritier à la vicomté ;
- Aure-Louise de Toulouse-Lautrec, mariée à François de Montesquiou, page de la Grande Ecurie ;
- Antoine de Toulouse-Lautrec
- Dorothée de Toulouse-Lautrec.